# میخائیل پیوتروفسکی
میخائیل پیوتروفسکی (روسی: [Михаил Борисович Пиотровский] Error: {{Lang}}: متن دارای نشانه‌گذاری ایتالیک است (راهنما)؛ زادهٔ ۹ نوامبر ۱۹۴۴) خاورشناس ارمنی‌تبار اهل روسیه است. وی رئیس موزه ارمیتاژ سن پترزبورگ می‌باشد.

## زندگی‌نامه
وی در ۹ نوامبر ۱۹۴۴ در ایروان به دنیا آمد و از دانشگاه دولتی سن پترزبورگ فارغ‌التحصیل گشت. وی همچنین برندهٔ جوایزی همچون لژیون دونور (افسر)، نشان مسروپ ماشتوتس، نشان الکساندر نوسکی، نشان دوستی و نشان خورشید فروزان درجه یک شده است.

## گزیده فیلم‌شناسی
از فیلم‌ها یا برنامه‌های تلویزیونی که وی در آن نقش داشته است می‌توان به کشتی روسی اشاره کرد.